# 김원중 (모델)
김원중(1987년 3월 31일 ~)은 모델이다.

## 활동
- 잡지 맵스마인드 모델
- 2015년 S/S 서울패션위크
- 밀라노, 파리, 뉴욕 패션위크

## 방송
- 《프로젝트 원》 (2011년, M.net)
- 《겟 잇 스타일 2014》 (2014년, On Style) - 진행
- 《도전 수퍼모델 코리아 GUYS & GIRLS》 (2014년, On Style) - 진행
- 《나 혼자 산다》 (2018년, MBC)
- 《라디오 스타》 (2018년, MBC) - 게스트
- 《동상이몽, 너는 내 운명》 (2019년, SBS)

## 드라마
- 《대도시의 사랑법》 (2024년, TVING) - 하비비 역